# Calanus arcticus
Calanus arcticus is een eenoogkreeftjessoort uit de familie van de Calanidae. De wetenschappelijke naam van de soort is voor het eerst geldig gepubliceerd in 1854 door Lubbock.